# Heliconius guayana
Heliconius guayana är en fjärilsart som beskrevs av Riffarth 1901. Heliconius guayana ingår i släktet Heliconius och familjen praktfjärilar. Inga underarter finns listade i Catalogue of Life.